# Světová próza
Světová próza je knižní edice nakladatelství Paseka. Vychází od roku 2001.

## Seznam knih a překladatelů
1. Natan Šacham: Rosendorfovo kvarteto (2001, Jindřich Vacek) ISBN 80-7185-411-5
2. Robert Schneider: Bratr spánku (2001, Evžen Turnovský) ISBN 80-7185-412-3
3. Andreï Makine: Francouzský testament (2002, Vlasta Dufková) ISBN 80-7185-421-2
4. Jasunari Kawabata: Hlas hory (2002, přeložil Antonín Líman) ISBN 80-7185-453-0
5. Wolfgang Hildesheimer: Marbot: životopis (2002, Anita Pelánová) ISBN 80-7185-419-0
6. Alice Munroová: Už dávno ti chci něco říct a jiné povídky (2003, Alena Jindrová-Špilarová) ISBN 80-7185-532-4
7. Ranko Marinković: Kyklop (2003, Milada Černá) ISBN 80-7185-580-4
8. Sebastiano Vassali: Nespočet (2003, Kateřina Vinšová) ISBN 80-7185-576-6
9. Drago Jančar: Kateřina, páv a jezuita (2003, František Benhart) ISBN 80-7185-620-7
10. Jorge Semprún: Bílá hora (2004, Markéta Pognanová) ISBN 80-7185-645-2
11. Tadeusz Konwicki: Bohyň (2004, Helena Stachová) ISBN 80-7185-687-8
12. Hugo Claus: Fámy (2005, Olga Krijtová) ISBN 80-7185-712-2
13. W. G. Sebald: Vystěhovalci (2006, Radovan Charvát) ISBN 80-7185-746-7
14. Cees Nooteboom: Ráj ztracený (2008, Magda de Bruin-Hüblová) ISBN 978-80-7185-903-1
15. David Trueba: Čtyři kamarádi (2009, Denisa Škodová) ISBN 978-80-7432-010-1
16. Guillermo Cabrera Infante: Přelétavá nymfa (2010, Petr Zavadil) ISBN 978-80-7432-081-1